# Із широко заплющеними очима
«Із ши́роко заплю́щеними очи́ма» (англ. Eyes Wide Shut) — повнометражний художній фільм режисера і продюсера Стенлі Кубрика, спільного виробництва США та Великої Британії; екранізація повісті австрійського письменника Артура Шніцлера «Оповідь сну» (нім. Traumnovelle, 1925/1926).

## Сюжет
У сімейному житті подружжя успішних і забезпечених лікарів Аліси (Ніколь Кідман) та Вільяма (Том Круз) Гарфордів виникла проблема після відвідин чергової вечірки у розкішному будинку їхнього знайомого Віктора Циґлера (Сідні Поллак) — дружина зізнається чоловікові, що якось мала нестерпне бажання його зрадити.
Вражений зізнанням дружини Вільям Гарфорд не знаходить собі вдома місця. Його очам тепер відкриваються інші сторони життя — давнє палке кохання дочки його померлого пацієнта; власник крамнички маскарадних костюмів, що торгує не лише театральним реквізитом; світ незнайомих, а подеколи і заборонених досі, еротичних фантазій і сексуальних утіх. Намагаючись «втопити горе» у любовних походеньках, герой спершу звертається до повії, але, на щастя, йому так і не вдалося скористатися звабливою пропозицією. Потім, згадавши про співкурсника-піаніста, що грав на вечірці в Циґлера, знаходить його й випадково довідується від нього про небезпечне таємне товариство, де можна просто й невимушено кохатися з найкращими у місті жінками. Саме піаніст повідомляє Вільямові слово-пароль, за допомогою якого йому вдається увійти до похмурого палацу за високим парканом. Однак Вільяма демаскують, йому грозить страшна кара, але таємнича незнайомка готова пожертвувати собою заради його спасіння.
Неспокій і сум'яття героя, його пошуки і жага викриття таємничої секти приводять і його, і його дружину до смертельно небезпечної ситуації, втім уже складно розрізнити де сон, а де дійсність. Стрічка завершується зізнанням Вільяма своїй дружині, що не дає остаточної відповіді про наслідки й подальші події, однак, очевидно, робиться акцент на цінності сімейного благополуччя.

## В ролях
| Актор          | Роль                     |
| -------------- | ------------------------ |
| Том Круз       | Вільям Гарфорд           |
| Ніколь Кідман  | Еліс Гарфорд             |
| Сідні Поллак   | Віктор Зіглер            |
| Тодд Філд      | Нік Найтінгейл           |
| Марі Річардсон | Маріон Натансон          |
| Раде Шербеджія | містер Міліч             |
| Томас Гібсон   | Карл                     |
| Алан Каммінг   | реєстратор в готелі      |
| Леон Віталі    | людина в червоному плащі |
| Кейт Бланшетт  | таємнича жінка           |

## Виробництво
Стрічка відома як остання робота Стенлі Кубрика — режисер помер через 4 дні після закінчення монтажу фільму. Цей факт навіть породив деякий розгардіяш серед низки кіноекспертів, що вважали фільм не остаточно допрацьованим Кубриком.
Зйомки тривали 400 діб. Круз і Кідман, чий творчий дует спеціалісти визнали одним із найкращих наприкінці ХХ ст., погодилися підписати т.зв. «відкриті» контракти, тобто зобов'язалися зніматися стільки, скільки, на думку режисера, буде потрібно. Щоб стрічку не заборонила до показу цензура з погляду моралі, деякі найвідвертіші сексуальні сцени довелось вирізати. Обробка відеоматеріалу після зйомок фільму (постпродукція) також тривала майже рік. Прем'єра кіно відбулась 13 липня 1999 року.
Кубрик осучаснив оповідання Шніцлера, крім того ввів до стрічки багато зрозумілих лише небагатьом посвяченим ремінісценцій, образів, діалогів (частина з яких стали цитатами). З технічної точки зору цю стрічку, у порівнянні з рештою кубрикових, знято із застосуванням дуже якісних і дорогих камер і плівок, внаслідок чого фільм вийшов особливо яскравим.

## Критики
Реакція критиків на стрічку була змішаною: від суцільного захоплення до відвертого несприйняття. Більшість експертів відзначили сюрреалістичність фільму та його безперечну художню цінність. Фахівці зійшлися й на тому, що у стрічці режисер довів до крайнощів властиві йому візуальні форми і мізантропію.

## Факти і думки з приводу фільму
- Безліч розмов викликав підбір акторів у стрічці — з передісторії відомо, що Стенлі Кубрик задумав зняти стрічку ще у 1980-і й у ролі головного персонажа бачив знаменитого коміка Стіва Мартіна; коли вже фільм знімався, сценарист Ф. Рафаель наголошував на тому, що лікар (точніше актор, що виконував би його роль), як і за новелою, мусить бути євреєм і мати на екрані прізвище Шоєр. Однак Кубрик настояв на своєму — вільний вибір актора, який на екрані мусить втілювати звичайного американця, а його прізвище мало нагадувати Гаррісона Форда, звідси Га́рфорд (від Гаррісон Форд). Сідні Поллака на роль у фільмі затвердили в останню мить після того, як звільнили від зйомок Гарві Кейтеля.
- Том Круз і Ніколь Кідман, що грали у стрічці подружжя, в той час і в житті були чоловіком і дружиною. На думку низки експертів, саме цей фільм і зйомки в ньому значно вплинули на їхнє подальше розлучення.
- Слово-пароль, яке є пропуском на зібрання секти у фільмі, — «Фіделіо» походить з лат. fidelis «вірний».
- Стенлі Кубрик помер невдовзі після показу фільму за нез'ясованих обставин.